# Barrage Zola
Pour les articles homonymes, voir Zola (homonymie).
Le barrage Zola, du nom de l’initiateur du projet, François Zola (le père de l’écrivain et journaliste Émile Zola), est situé dans la commune du Tholonet (Bouches-du-Rhône), dans les gorges de l'Infernet en aval du barrage de Bimont et en amont du barrage de La Petite Mer (1475).
Le Canal Zola approvisionnait en eau la ville d’Aix-en-Provence, distante de 7 km environ. Il a été la principale source d'eau de la ville jusqu'en 1875, année de l’arrivée des premières eaux du Canal du Verdon. Les deux canaux ont alimenté ensemble la ville d’Aix-en-Provence jusqu’à la mise en service du Canal de Provence à partir des années 1960.
Depuis le milieu des années 1970, le Canal Zola a été abandonné alors que le barrage Zola continue à être entretenu par la Société du Canal de Provence. Aujourd’hui, il participe à l’écrêtement des débits de pointe en cas de crue.
C'est le tout premier barrage voûte de l'ère industrielle. À ce titre, il constitue une innovation technique de premier ordre dans le domaine des ouvrages hydrauliques. En France, il a fallu attendre la première moitié du XXe siècle pour que la technique de la voûte soit reprise et développée, en utilisant le béton (barrage de la Bromme mis en service en 1932). Le barrage Zola reste un exemple rare de voûte en maçonnerie. Il est aussi l'un des tout premiers exemples de système intégré de production d'eau potable pour les besoins d'une ville.
Le barrage Zola a été construit par MM. Brunton et Grimault et inauguré en décembre 1854.

## Origine du projet
Dès le XVIIIe siècle, plusieurs projets sont étudiés afin de créer un canal pour alimenter en eau Aix et Marseille (« Canal de Provence » de Floquet en 1733). Mais lors de la grande sècheresse de 1834 Marseille décide de construire seule son propre canal. Ce sera le canal de Marseille qui amènera l'eau de la Durance à Marseille à partir de 1849.
À cette même époque le choléra arrive en France. Cette pandémie a d'abord été signalée en 1826 dans la vallée du Gange, puis en 1829, autour de la mer Caspienne, en 1830, Moscou, en 1831, la Pologne et Hambourg. Le premier cas est signalé en France en avril 1832. L'épidémie atteint Marseille en 1834 puis Aix en 1835. Jean Giono en a fait l'arrière-plan de son livre Le Hussard sur le toit.
L'épidémie frappera de nouveau Aix-en-Provence en 1837. La municipalité décide de s'attaquer au problème de l'alimentation en eau potable de la ville. Un appel à projets est lancé par le conseil municipal d'Aix, le 25 février 1837.

## Histoire

### Premier projet

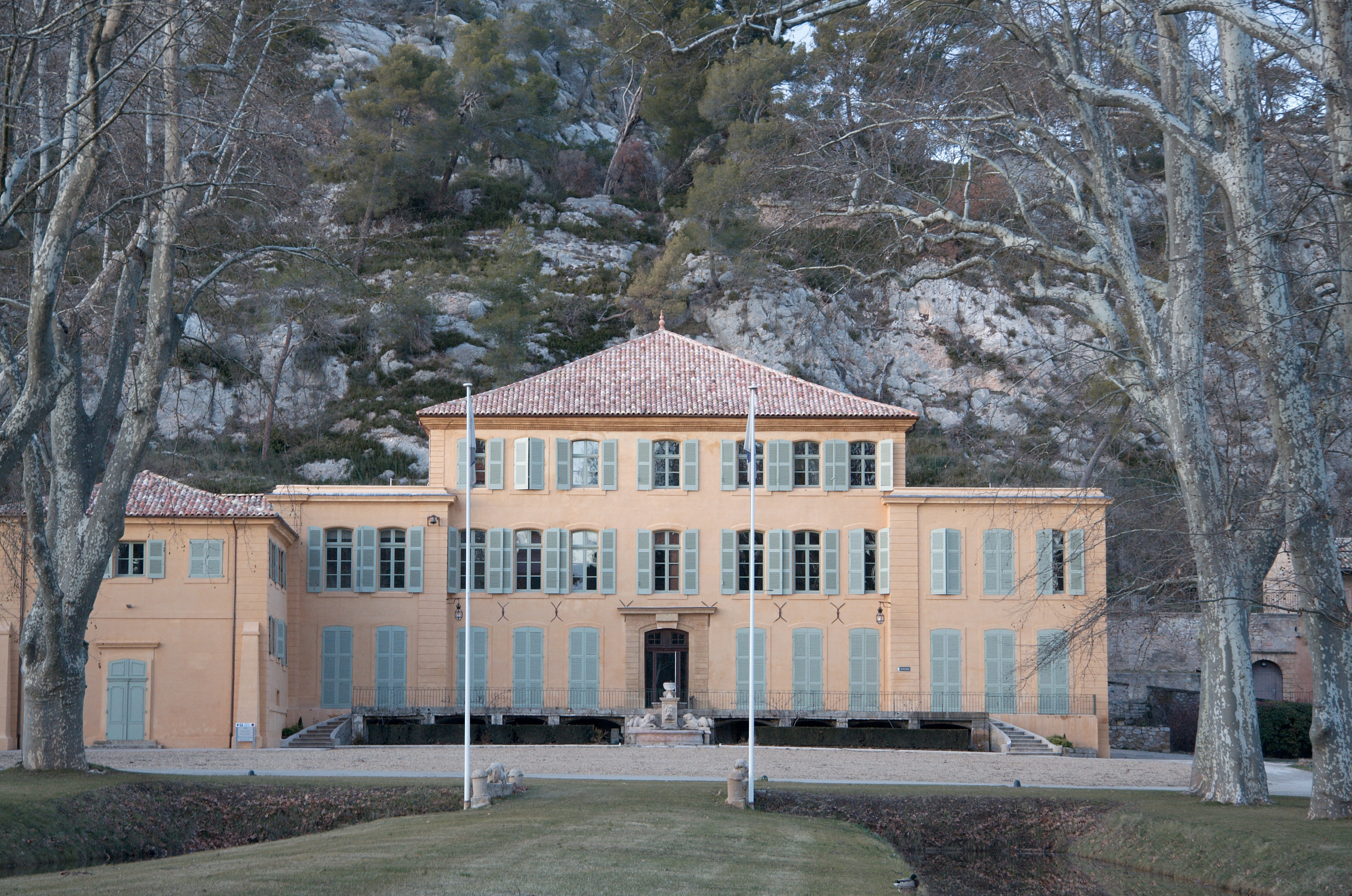
Château du Tholonet (Bouches-du-Rhône).

François Zola propose, en 1838, un premier projet de trois barrages construits sur les terres et avec la collaboration active du Marquis de Galliffet, propriétaire du château du Tholonet. Le Canal Zola devait partir du troisième et dernier barrage, juste derrière le château du Tholonet, pour arriver à Aix vers l’actuelle place Miollis. Ce projet est adopté par la ville d’Aix le 10 novembre 1838.
Mais les prétentions financières du Marquis de Galliffet sont excessives et les deux partenaires deviennent adversaires. Zola propose alors un nouveau projet sans l’appui du Marquis.

### Deuxième projet
François Zola propose un nouveau projet adopté par la ville d’Aix le 10 décembre 1838. Ce projet ne comprend plus que deux barrages construits en dehors des terres du Marquis de Galliffet. Ces deux barrages devaient être édifiés, l’un voisin de l’actuel barrage de Bimont et l’autre proche de l’actuel barrage Zola. Ces deux barrages devaient retenir un volume total de 35 millions de mètres cubes d’eau.
Après de multiples complications administratives initiées, entre autres, par l'opposition systématique du Marquis de Galliffet, son projet est adopté le 19 avril 1843. L’ordonnance royale est définitivement signée le 31 mai 1844, une seconde, signée en septembre 1846, autorise l’expropriation des terrains pour la construction des deux barrages et du canal. Les travaux commencent en février 1847.
François Zola ne verra jamais l'ouvrage. Quelques jours après les premiers coups de mine dans les rochers de Jaumegarde, il doit se rendre à Marseille  et prend froid sur le trajet. Il contracte une pneumonie et meurt à Marseille le 27 mars 1847, à l'âge de 50 ans. Achille Durup de Baleine est nommé directeur des travaux et subrogé tuteur d’Émile Zola.
Dans l'édition du 29 juillet 1847 du journal La Provence,  on peut lire : « Hier,... M. Thiers, ainsi que MM. Aude, maire d’Aix ; Borely, procureur général ; Goyrand, adjoint ; Leydet, juge de paix, et plusieurs autres notabilités de la ville, sont allés inopinément visiter les travaux du Canal Zola, à la colline des Infernets. Ils ont été reçus au milieu des bruyantes détonations des coups de mine, que les ouvriers, prévenus à la hâte, avaient préparés à cette intention... M. Pérémé, le gérant, a profité de la circonstance pour présenter à M. Thiers le jeune fils de M. Zola ».
La mort prématurée de François Zola a amené des difficultés financières à la famille Zola qui est ruinée à la suite de manœuvres de créanciers de la société du Canal Zola. En 1852, la société est mise en banqueroute. Le nouveau gérant, M. Marius Daime, est incarcéré pour dettes. Un jugement du 31 mai 1855 reconnaitra que la faillite de la société n’était pas justifiée et donnera quitus à M. Daime.
En mai 1853, la société a été vendue au cours d'enchères à MM. Migeon, Brunton et Viellard. Ils créeront, en juin 1853, la Compagnie du Canal d’Aix.

### Canal d’Aix

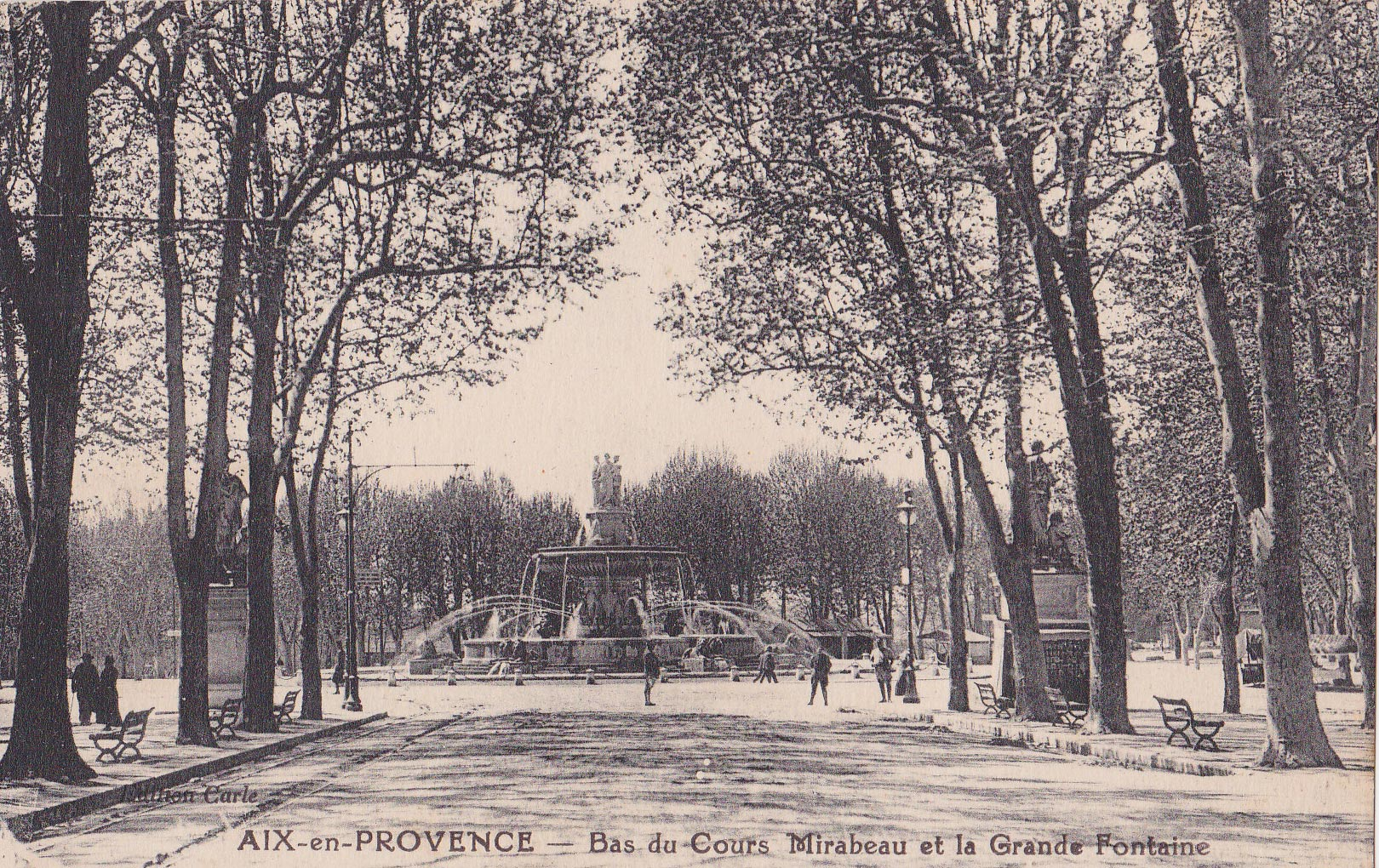
La fontaine de la Rotonde au début du XXe siècle.

Les travaux reprennent en juin 1853, mais MM. Brunton et Grimault simplifient le projet. Le tracé du canal sera conservé mais ils ne construiront pas le barrage du Bimont. Et le barrage Zola sera plus petit et plus épais que le projet initial de François Zola. Le barrage de François Zola devait retenir un volume de 7 millions de mètres cubes d’eau avec une épaisseur de seulement 3 m au niveau du couronnement. Le barrage de MM Brunton et Grimault ne retiendra qu’un volume de 2,5 millions de mètres cubes d’eau avec une épaisseur de presque 6 m.
L'ouvrage rebaptisé Canal d'Aix, sera inauguré le 16 décembre 1854.
Selon le même cheminement de pensée qui fera construire à Marseille le palais Longchamp pour fêter l’inauguration du canal de Marseille. La ville d’Aix, pour célébrer l’arrivée de l’eau, construira la grande fontaine de la Rotonde, elle sera inaugurée le 4 novembre 1860.
Le nom de « Canal Zola » ne lui sera donné que le 17 septembre 1871 en hommage à l’homme qui initia le projet. À l’époque le barrage se nomme encore barrage du Canal Zola, de Jaumegarde, du Tholonet ou des Infernet.

## Hommage

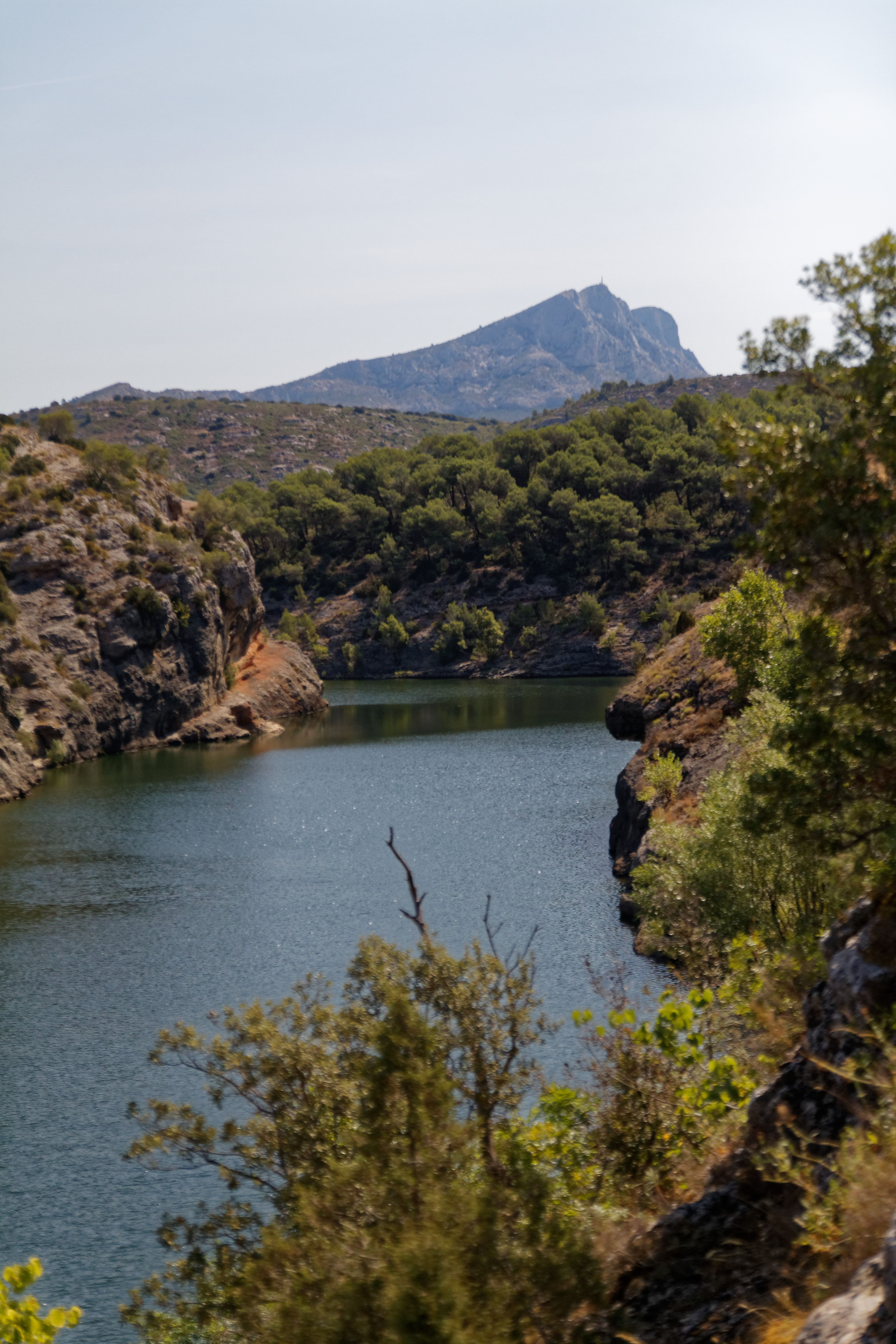
Le lac Zola

Émile Zola demande le 15 septembre 1868 à la municipalité d’Aix de rendre un hommage à la mémoire de son père. Le conseil d’Aix décide à l’unanimité le 6 novembre 1868 de donner au Boulevard du Chemin Neuf, le nom de Boulevard François Zola car « il aboutit au pont du canal, point où commence la distribution des eaux ». Depuis 1938, c’est le Boulevard François et Émile Zola.
En 1871, une fois le Canal d’Aix acheté par la ville d’Aix, le Conseil décide, le 26 aout 1871, « ne pouvant renommer un bien qui ne lui appartenait pas » de nommer le canal « Canal Zola » en mémoire de l’auteur initial du projet. Émile Zola ému par cette nouvelle fera publier une lettre ouverte de remerciement dans « Le Mémorial d’Aix » du 24 septembre 1871.

## Caractéristiques

### Le barrage
Le barrage Zola est le premier barrage-voûte du monde moderne dont la géométrie a été calculée au préalable en tenant compte de la résistance de la voûte. Avec ses 36,5 m de hauteur au-dessus du lit de la rivière, ce barrage restera le plus grand de France jusqu’en 1866.
À la suite de la fermeture du canal, le barrage n'a plus de fonction d'adduction d'eau. Des travaux, réalisés en 2015 sur le barrage, l’ont transformé en un bassin de rétention pour ralentir les crues de l’Infernet. L’orifice de sortie est calibré pour limiter à 2 200 litres par seconde le débit de crue maximal en aval du barrage Zola.

### La retenue
Actuellement la surface du plan d’eau représente moins de 3,5 ha à la cote 231,1 mNGF avec un volume d’eau d’environ 0,145 million de mètres cubes d’eau. Mais à l’origine le plan d’eau pouvait atteindre 20 ha à la cote maximale 242,4 mNGF pour un volume de 2,5 millions de mètres cubes d’eau.

### Le canal Zola

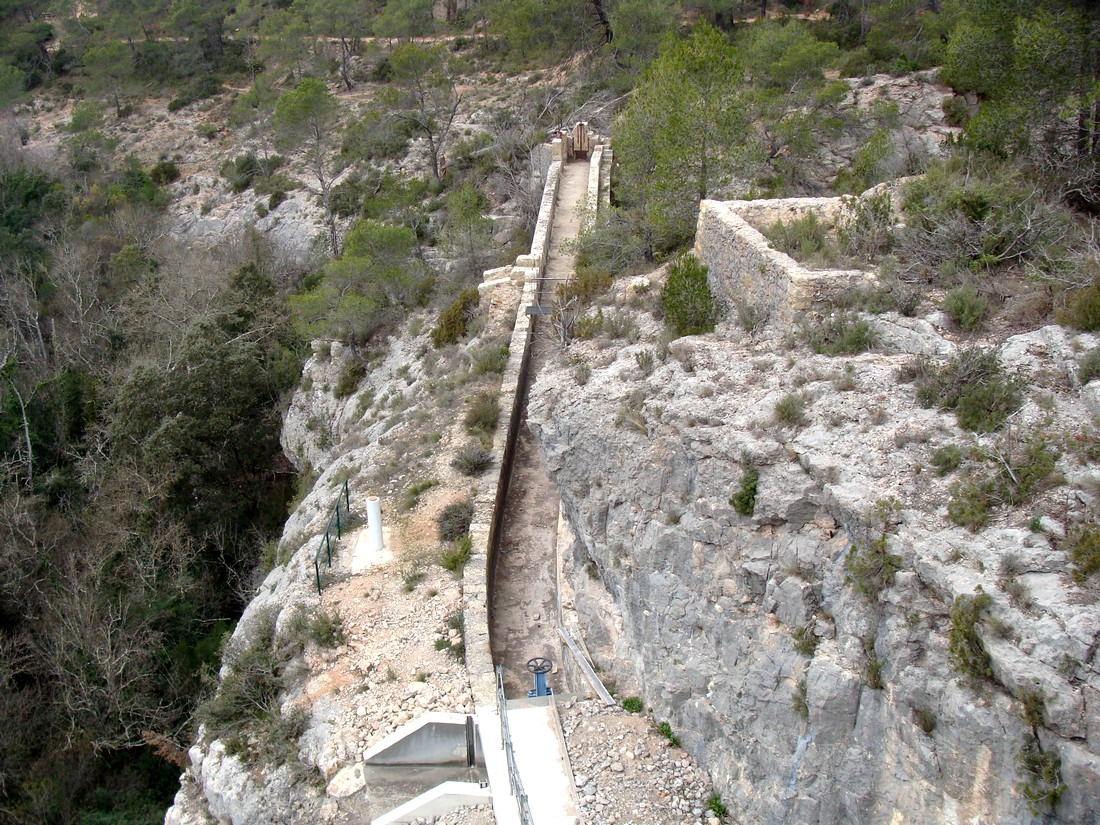
L'amorce du canal vu du barrage (état actuel)

Le canal Zola démarre à mi-hauteur du barrage à la cote 228,6 mNGF soit un volume utile de 1,6 million de mètres cubes d’eau. Il était entièrement maçonné sur une longueur d’environ 7,8 km, le débit maximal était de 500 litres par seconde.
Les principaux ouvrages d’art de ce canal sont le tunnel des Infernets (longueur 667 m) ; le siphon du Vallon des Gardes ; le pont enjambant le chemin du Marbre Noir ; le « petit Roquefavour » au-dessus et de la route de Saint Marc Jaumegarde (environ 100 m de long) ; et enfin l’aqueduc sur La Torse (environ 50 m de long).
À l’origine l’eau arrivait au niveau de la place Bellegarde en passant sur le pont des Premières Eaux.

## Exploitation
Entre 1854 et 1875, ce canal sera la principale source d’eau de la ville d’Aix. Le volume utile du barrage étant trop petit, il sera à sec ou avec un débit réduit environ 10% du temps. À partir de 1875, les eaux apportées par le Canal du Verdon viendront complémenter celles du Canal Zola.
En 1948, une pompe sera installée à l’arrivée de l’aqueduc sur La Torse pour remonter les eaux du Canal Zola vers les bassins de traitement de Saint-Eutrope. Avec la mise en service du barrage de Bimont, une vanne ouverte sur la branche Marseille-nord du canal de Provence alimentera le barrage Zola via l’Infernet.
Le Canal Zola sera fermé vers le milieu des années 1970 avec la mise en service du Canal de Provence. Depuis, il n’est plus entretenu.

## Dans la culture

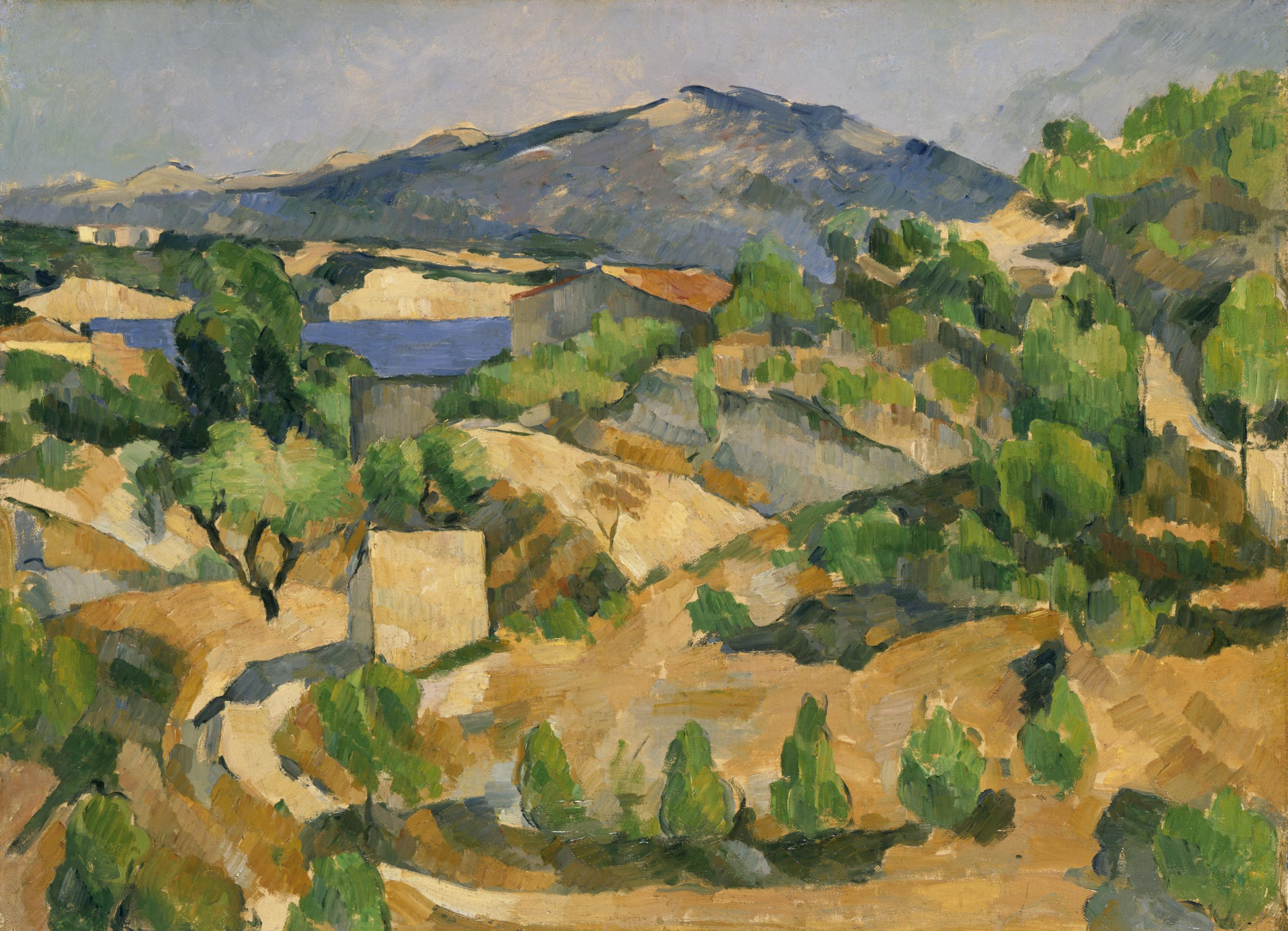
Tableau "Le barrage Zola" par Paul Cézanne

### Au cinéma
Le barrage Zola est furtivement visible à la cinquième minute du long métrage Cézanne et moi réalisé en 2016 par Danièle Thompson (source : générique). Dans la scène où le barrage est visible, le jeune Émile Zola montre le barrage à ses camarades (dont Paul Cézanne) depuis un versant qui fait face au barrage (vue similaire à ce lien).

### Représentation en peinture
Le barrage Zola est l'objet d'un tableau de Paul Cézanne, qui est présent dans la collection de Gwendoline Davies et Margaret Davies du Musée National du Pays de Galles à Cardiff.